# Le Lyonnais (vonat)

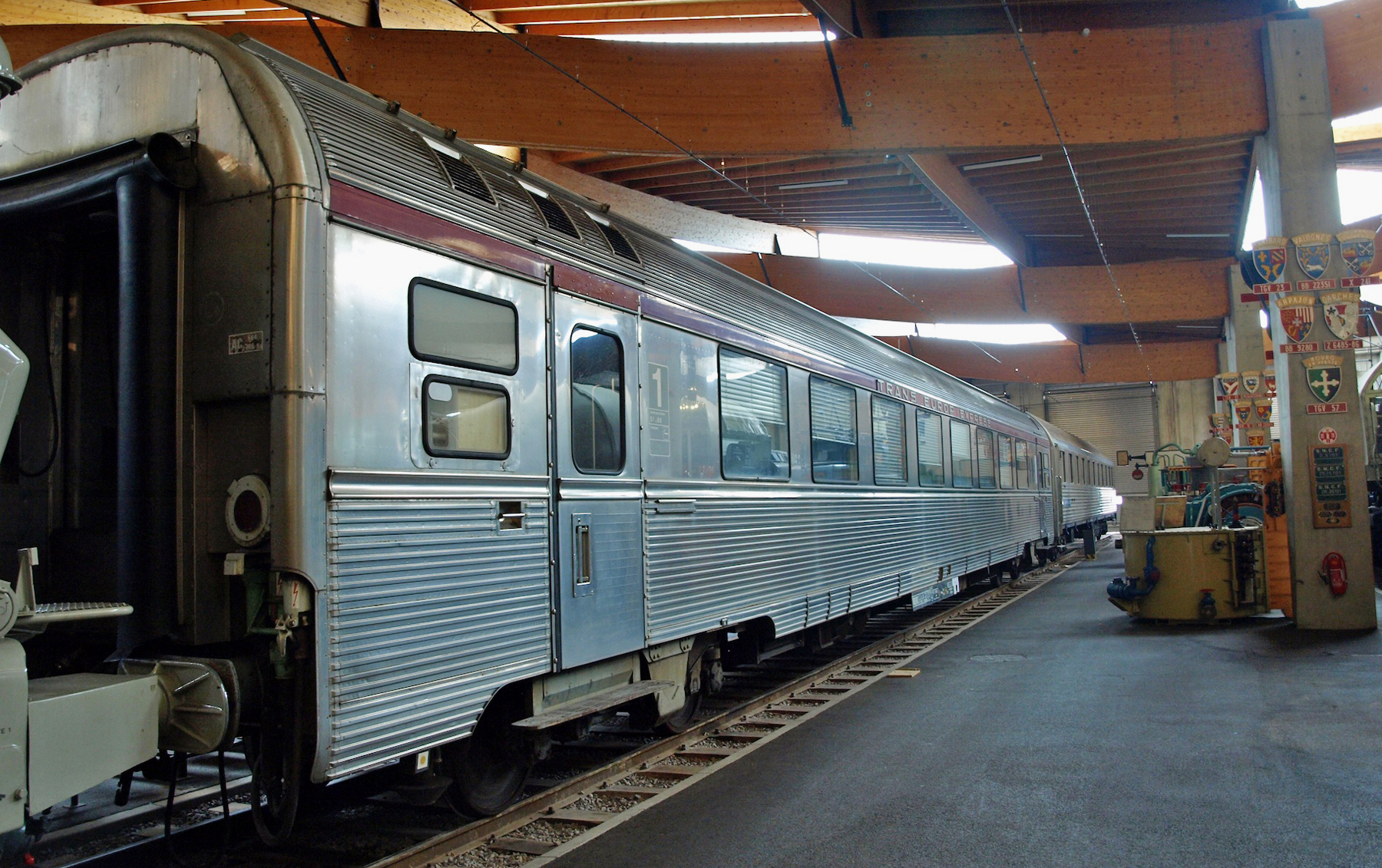
SNCF Mistral 69 sorozatú DEV Inox személykocsi a Cité du train múzeumban

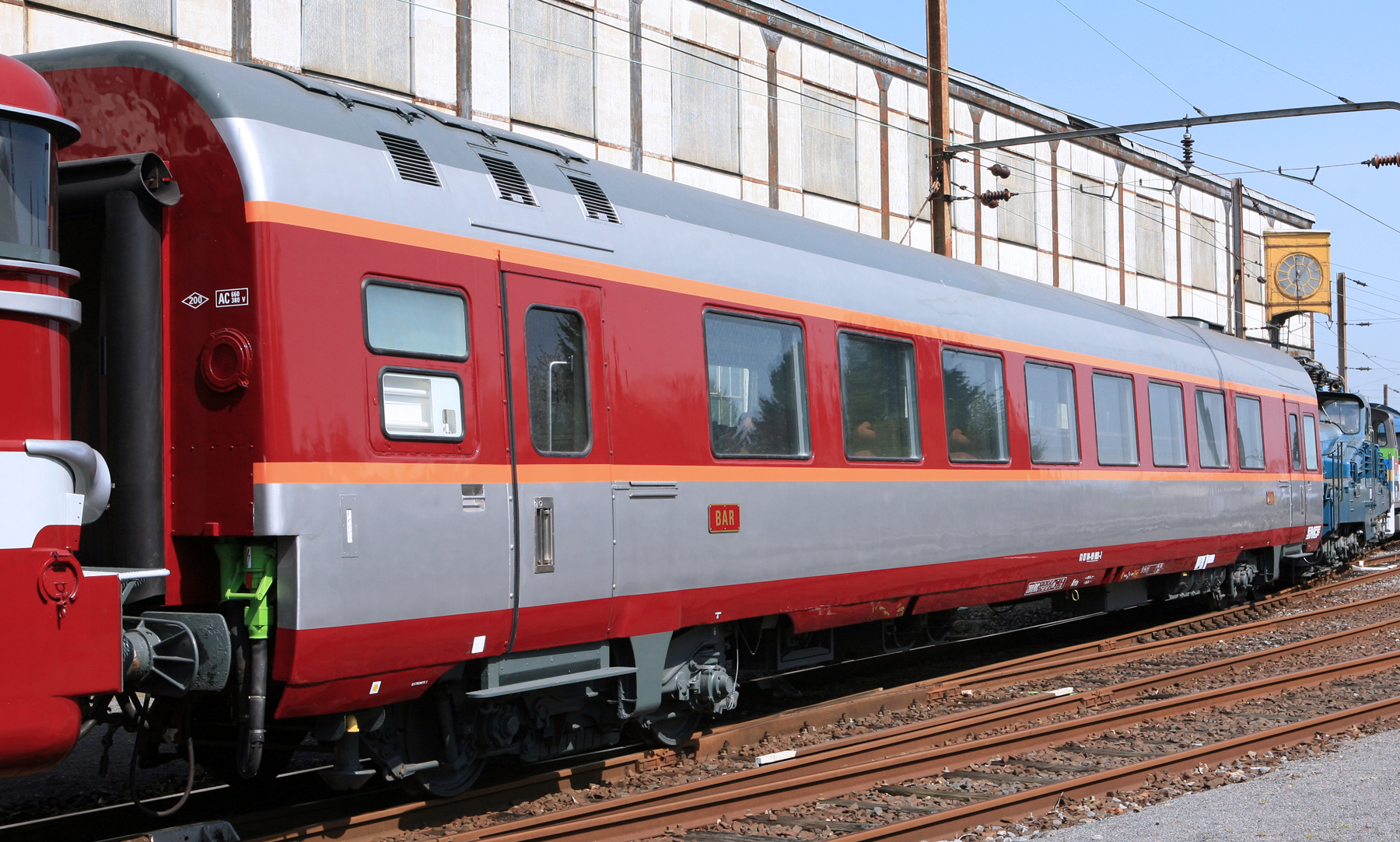
SNCF Grand Confort sorozatú személykocsi a Cité du train múzeumban

A Le Lyonnais vagy más néven a Lyonnais egy belföldi távolsági vonat volt Franciaországban Párizs és Lyon között. Az SNCF üzemeltette. Nevét Lyonnais történelmi tartományról kapta.

## Története
A járat indulásakor expressz vonat volt, később Rapide kategóriába került egészen 1969-ig. Ezután bekerült a csak első osztályú kocsikból álló Trans Europ Express (TEE) járatok közé és 1976-ig így is közlekedett. 1976-ban lefokozták ismét Rapide járattá, majd 1981-ben végleg megszűnt. Helyét a TGV vette át, mely már egészen Marseille-ig közlekedett.

## Útvonal
A vonat az egyenárammal villamosított Párizs–Marseille-vasútvonalon közlekedett Lyonig, érintve Gare de Dijon-Ville állomást is. A két végállomás között 512 km-et tett meg.
| TEE 13 | Ország        | Állomások          | km  | TEE 12 |
| ------ | ------------- | ------------------ | --- | ------ |
| 12:15  | Franciaország | Paris Gare de Lyon | 0   | 22:56  |
| 14:32  | Franciaország | Dijon              | 315 | ↑      |
| 16:00  | Franciaország | Lyon Perrache      | 512 | 19:15  |

## Vonatösszeállítás
A járatot eredetileg egy négytengelyes SNCF BB 9200 sorozatú villamos mozdony vontatta, de a 70-es években ezt lecserélték egy erősebb, hattengelyes SNCF CC 6500 sorozatú villamos mozdonyra. A személykocsik 1971-től SNCF Mistral 56-type DEV Inox vagonok voltak, egy Ds, hat A8, egy A5ru és egy Compagnie Internationale des Wagons-Lits (CIWL) pullman kocsi.